# Burg Großschafhausen (Bergmahd)
Die Burg Großschafhausen, auch Bergmahd genannt, ist eine abgegangene Niederungsburg im Wald „Bergmahd“ südlich des Ortsteils Großschafhausen der Gemeinde Schwendi im Landkreis Biberach in Baden-Württemberg.
Von der nicht genau lokalisierbaren Burganlage ist nichts erhalten.